# Площадь Гроте-Маркт (Харлем)

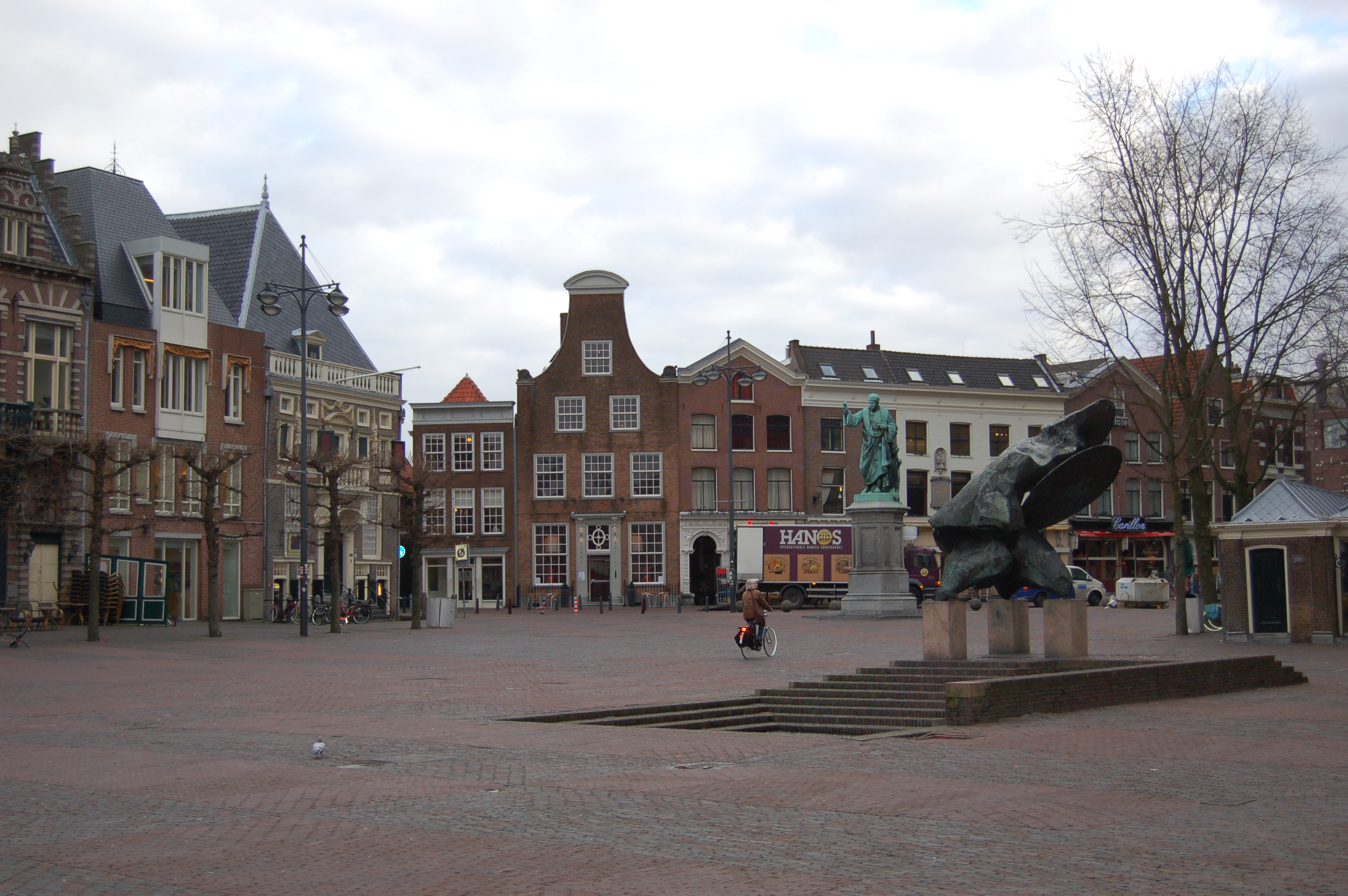
Дом городской стражи и памятник Л.-Я. Костеру на площади Гроте-Маркт

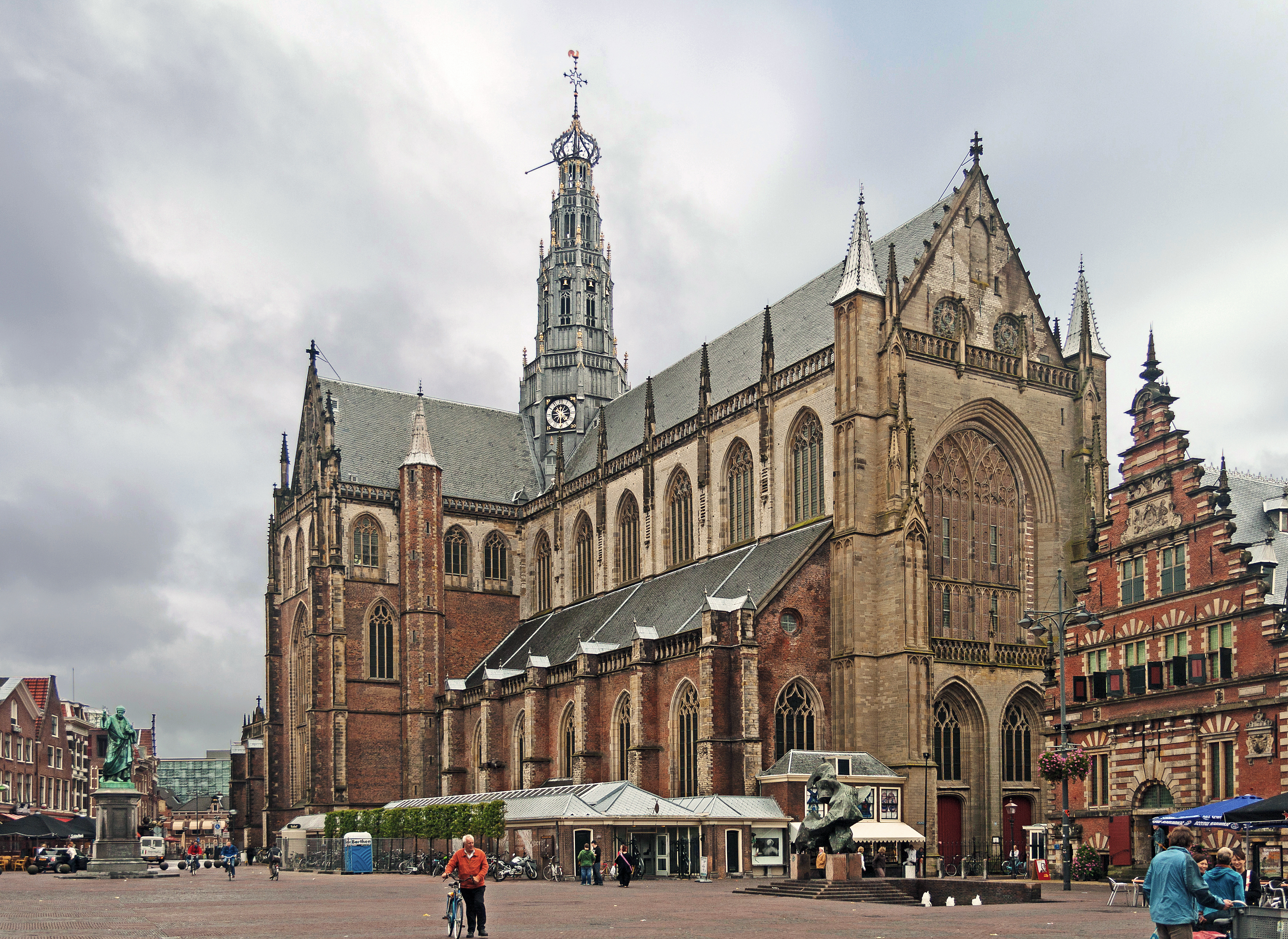
Церковь Св. Бавона и мясные ряды на площади Гроте-Маркт

Площадь Гроте-Маркт (нидерл. Grote Markt) — центральная площадь города Харлема в Нидерландах, на которой расположено несколько интересных старинных зданий:
- Дом городской стражи (нидерл. Hoofdwacht) XIII века, старейшее из дошедших до нашего времени городских строений;
- Церковь Святого Бавона (нидерл. Grote of Sint-Bavokerk) XV—XVI века;
- Ратуша (нидерл. Stadhuis) XIV века с фасадом XVII века, выполненным известным голландским архитектором Ливеном де Кеем;
- Мясные ряды (нидерл. Vleeshal) постройки Л. де Кея, около 1600 г.

В 1856 году на площади был установлен памятник Лауренсу-Янсону Костеру (ок.1370 — ок.1440), который, возможно, изобрёл печатную машину между 1426 и 1440 годами, то есть опередил  Иоганна Гутенберга.